# Markus Fothen
Markus Fothen (* 9. September 1981 in Neuss) ist ein ehemaliger deutscher Radrennfahrer.

## Karriere
Nachdem er im Jahr 2003 U23-Europa- und -Weltmeister im Einzelzeitfahren wurde und beim Giro d’Italia 2005 Zwölfter im Gesamtklassement wurde, nahm er 2006 erstmals an der Tour de France teil. Auf der dritten Etappe der Tour übernahm Fothen das Weiße Trikot des besten Jungprofis, das er nach drei Etappen für einen Tag wieder abgeben musste und sich während der 7. Etappe – einem Zeitfahren – zurückerobern konnte und insgesamt 13 Tage trug. Er wurde am Ende Zweiter hinter dem Italiener Damiano Cunego. Nach der Präsentation der Tour 2007 Ende Oktober in Paris äußerte er sich zuversichtlich seine starken Leistungen zu wiederholen und sogar auszubauen, da die zwei langen Zeitfahren nach den Alpen bzw. Pyrenäen seinem Fahrstil lägen. Allerdings konnte er den Erwartungen nicht gerecht werden und beendete die Tour de France auf dem 34. Platz.
Seine erste Mannschaft im Erwachsenenbereich das Team TEAG Köstritzer (U23). Von 2004 bis 2008 fuhr er für das Team Gerolsteiner. Nach der Auflösung des Teams Milram, für welches er 2009 und 2010 startete, wechselte er 2011 zum neugegründeten Team NSP.
Am 24. Juli 2013 bestritt er sein letztes Radrennen in Neuss. Als Grund gab er zunehmende gesundheitliche Schwierigkeiten, insbesondere auch muskulärer Art, und die ausbleibenden Erfolge in den letzten Jahren seiner Karriere an. Den Ausschlag für die Entscheidung seine Karriere zu beenden habe eine Entzündung beider Knie gegeben, die er sich vor Rund um Köln 2013 zugezogen hatte.

## Familie
Markus Fothen ist verheiratet, hat zwei Kinder und wohnt im niederrheinischen Kaarst. Sein jüngerer Bruder Thomas Fothen war bis 2011 ebenfalls Radprofi. Er absolvierte eine Ausbildung als Landwirt und war bis zum Beginn seine Karriere als Profi in der elterlichen Landwirtschaft tätig.

## Erfolge
2002
- Gesamtwertung Ronde de l’Isard d’Ariège (U23)
- Deutscher Meister Einzelzeitfahren (U23)

2003
- Weltmeister Einzelzeitfahren (U23)
- Europameister Einzelzeitfahren (U23)
- Deutscher Meister Einzelzeitfahren (U23)
- Deutscher Meister Berg

2004
- GP Schwarzwald

2006
- LuK Challenge (mit Sebastian Lang)

2007
- eine Etappe Tour de Romandie

2008
- eine Etappe Tour de Suisse
- eine Etappe Rothaus Regio-Tour